# Schifffahrtsordnung Emsmündung

Karte des Vertragsgebietes

Die Schifffahrtsordnung Emsmündung gilt im gesamten Mündungsbereich der Ems, auf der Ems bis Papenburg, der Leda bis zur Einfahrt in den Vorhafen der Seeschleuse Leer sowie im Schutz- und Sicherheitshafen Borkum.

## Geschichte
Bedingt durch den ungeklärten Grenzverlauf trat die Schifffahrtsordnung Emsmündung als Anlage A des Abkommens zwischen der Regierung der Bundesrepublik Deutschland und der Regierung des Königreichs der Niederlande über die Schifffahrtsordnung in der Emsmündung vom 22. Dezember 1986 (BGBl. 1987 II S. 141, 144) am 1. Oktober 1989 in Kraft. Ihre Inkraftsetzung erfolgte durch die Verordnung zur Einführung der Schifffahrtsordnung Emsmündung (EmsSchEV) vom 8. August 1989 (BGBl. I S. 1583), in die sie seitdem systematisch eingegliedert ist.

## Inhalt
Die Schifffahrtsordnung Emsmündung ist weitgehend identisch mit der Seeschifffahrtsstraßen-Ordnung (beziehungsweise ergänzt sie) und ersetzt diese in ihrem Geltungsbereich.
1. Anwendungsbereich
2. Begriffsbestimmungen
3. Grundregeln für das Verhalten im Verkehr
4. Verantwortlichkeit
5. Schifffahrtszeichen
6. Schallsignalanlagen
7. Sichtzeichen
8. Sichtzeichen kleiner Fahrzeuge
9. Durchfahren von Brücken
10. Zuständigkeiten
11. Schiffahrtspolizeiliche Verfügungen
12. Befreiung
13. Ermächtigung zum Erlass von strom- und schiffahrtspolizeilichen Bekanntmachungen und Rechtsverordnungen
14. Zuwiderhandlungen gegen Vorschriften dieser Verordnung
15. Zuwiderhandlungen gegen Vorschriften der Schiffahrtsordnung Emsmündung